# نواف الشويع
نواف فهد الشويع ، من مواليد 7 أبريل 1983 ، لاعب كرة قدم كويتي سابق.
و هو يلعب مع نادي العربي الكويتي.
و قد كان ضمن منتخب الكويت الأولمبي لكرة القدم في عام 2004.

## روابط خارجية
- نواف الشويع على موقع قاعدة بيانات كرة القدم.إي يو (الإنجليزية)
- نواف الشويع على موقع ناشيونال فوتبول تيمز (الإنجليزية)